# Listă de localități din raionul Căușeni
Această listă conține satele și orașele din raionul Căușeni, Republica Moldova.
| Denumire              | oraș / centru de comună / sat                  |
| --------------------- | ---------------------------------------------- |
| Baccealia             | centru de comună                               |
| Baimaclia             | centru de comună                               |
| Baurci                | sat în comuna Chircăieștii Noi                 |
| Căinari               | oraș                                           |
| Căinari (stație c.f.) | sat în Căinari, stație cale ferată             |
| Căușeni               | oraș, reședință de raion                       |
| Chircăiești           | sat (comună)                                   |
| Chircăieștii Noi      | centru de comună                               |
| Chițcani              | sat (comună), de facto sat în raionul Slobozia |
| Ciuflești             | sat (comună)                                   |
| Cîrnățeni             | sat (comună)                                   |
| Cîrnățenii Noi        | centru de comună                               |
| Constantinovca        | sat în comuna Pervomaisc                       |
| Copanca               | sat (comună)                                   |
| Coșcalia              | sat (comună)                                   |
| Cremenciug            | sat (comună), de facto sat în raionul Slobozia |
| Fîrlădeni             | centru de comună                               |
| Fîrlădenii Noi        | sat în comuna Fîrlădeni                        |
| Florica               | sat în comuna Baccealia                        |
| Gîsca                 | centru de comună, de facto sat în Bender       |
| Grădinița             | centru de comună                               |
| Grigorievca           | sat (comună)                                   |
| Hagimus               | sat (comună)                                   |
| Leuntea               | sat în comuna Grădinița                        |
| Marianca de Sus       | sat în comuna Zaim                             |
| Merenești             | sat în comuna Chițcani                         |
| Opaci                 | sat (comună)                                   |
| Pervomaisc            | centru de comună                               |
| Plop                  | sat în comuna Baccealia                        |
| Plop-Știubei          | sat (comună)                                   |
| Săiți                 | sat (comună)                                   |
| Sălcuța               | sat (comună)                                   |
| Sălcuța Nouă          | sat în comuna Cîrnățenii Noi                   |
| Surchiceni            | sat în comuna Baimaclia                        |
| Ștefănești            | sat în comuna Tănătarii Noi                    |
| Taraclia              | sat (comună)                                   |
| Tănătari              | sat (comună)                                   |
| Tănătarii Noi         | centru de comună                               |
| Tocuz                 | sat (comună)                                   |
| Tricolici             | sat în comuna Baccealia                        |
| Ucrainca              | centru de comună                               |
| Ursoaia               | sat (comună)                                   |
| Ursoaia Nouă          | sat în comuna Tănătarii Noi                    |
| Valea Verde           | sat în comuna Grădinița                        |
| Zahorna               | sat în comuna Chițcani                         |
| Zaim                  | centru de comună                               |
| Zaim (stație c.f.)    | sat în comuna Zaim, stație cale ferată         |
| Zviozdocica           | sat în comuna Ucrainca                         |